# Antoni Karwowski
Pour les articles homonymes, voir Karwowski.
 (avril 2010).
Antoni Karwowski est un artiste peintre et performer polonais né à Grajewo (Pologne) en 1948.
L’auteur participe à de nombreuses expositions et de projets artistiques en Pologne et à l’étranger (Allemagne, Danemark, Suède, Belgique, France, Israël, Argentine et Italie). Il utilise dans son travail différents médias, réalise des installations ou des vidéos. Sa peinture est classée dans le genre lyrique, abstrait et néo-figuration (en).

## Biographie

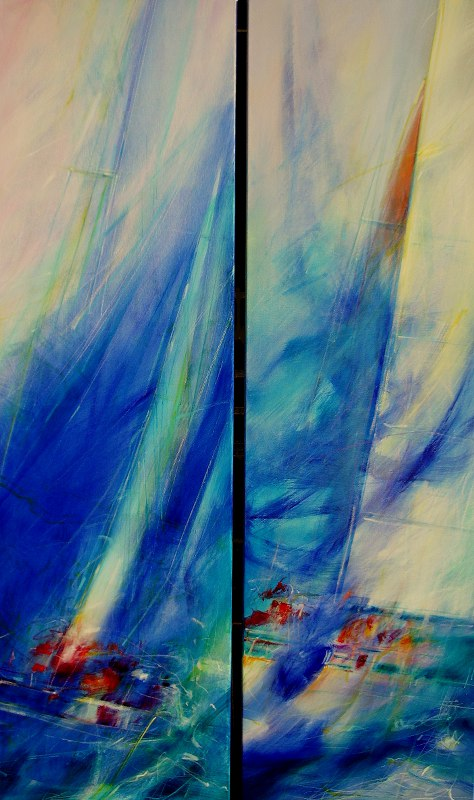
Regaty

Il a grandi à Goniądz, près du Parc national de la Biebrza, dans une famille de plusieurs générations sous forte influence du père et du grand-père venant de Russie. Le mélange des cultures polonaise et russe a fait de lui un homme d'une grande sensibilité, s'exprimant dans l'individualisme qui prédomine dans son art et dans ses relations avec l’entourage. Ses premières leçons de dessin données par son père, l’animateur de la culture, et le contact avec son grand-père écrivant des poèmes, ont été la première impulsion décisive dans le choix de la profession.
Après avoir fini ses études secondaires, il a souvent déménagé dans le cadre de ses études universitaires, ce qui lui a permis de découvrir de nombreux lieux. Pendant ce temps, il a beaucoup peint et a expérimenté avec l’art. Il a même travaillé dans une mine de charbon pour pouvoir commencer les études à la Faculté de Beaux Arts à l’Université de Toruń. Là-bas, il s’est développé comme artiste professionnel. Au début des années 1980 à Toruń, il a fondé, avec Zbigniew Oleszynski, le groupe « A » qui a réalisé de nombreux projets de performance artistique en Pologne.
Depuis ce temps, Antoni Karwowski s’est engagé intensivement dans l’activité de la performance artistique. Il a organisé et participé à beaucoup de projets. Depuis 2003, il dirige le Festival International de Performance & Inter media de Szczecin.
Dans sa peinture, Antoni Karwowski a élaboré le style sur lequel la critique allemande écrit : « de ces tableaux coule, créé par extraordinaire maîtrise, une lumière colorée dont la métaphore donne aux éléments figuratifs une magique et surréaliste signification. La force de cette peinture, à part de la lucidité, est  la richesse des significations et des symboles, la particulière disposition par couche, d’où les tableaux d’Antoni n’ont pas la simple fonction décorative. »[réf. nécessaire]
En 2005, il reçoit une commande d'une clinique de Dortmund pour réaliser un panneau de 53 m de long sur les murs de la section de radiothérapie, œuvre qui y est toujours exposée.

## Collection

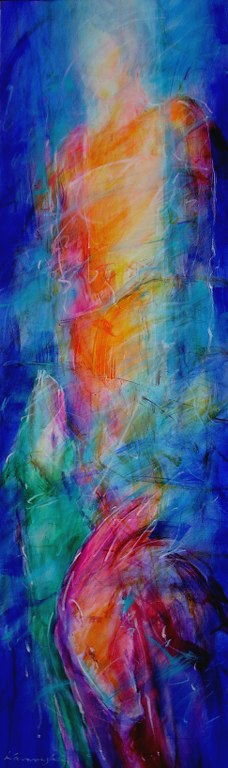
Walking the dogs

Ses tableaux se trouvent dans de nombreuses collections en Europe et au-delà de ses frontières, et certaines firmes en possèdent : Studio ATA à Cologne, Green Cargo à Göteborg, Promattex à Anvers, Euroafrica Shipping Lines à Szczecin ou encore Electra Plus
à Poznań.

## Expositions artistiques
- 2010 — Anders Gallery — Lünen ( Allemagne)
- 2007 — Anders Gallery — Lünen ( Allemagne)
- 2007 — ZERO Gallery — Berlin ( Allemagne)
- 2006 — Museum of Art — Santa Fe ( Argentine)
- 2006 — Museum Contemporary Art — Naples ( Italie)
- 2005 — Galerie automatique — Berlin-Strasbourg
- 2005 — Art Platform — Tel Aviv-Jaffa ( Israël)
- 2005 — Polish Art Fair 2005 — Poznań ( Pologne)
- 2004 — Project MOTION — Berlin ( Allemagne)
- 2003 — V International Baltic Biennial — Szczecin ( Pologne)
- 2002 — Berliner Landtag — Berlin ( Allemagne)
- 2002 — Distance 777 — 68elf gallery — Cologne ( Allemagne)
- 2001 — Europäisches Kulturzentrum — Köln ( Allemagne)
- 2001 — Kunst am limit” —"Pussy Galore — Berlin ( Allemagne)
- 2001 — RAUMTRIEB 2001, art festival — Berlin ( Allemagne)
- 2001 — Wystawa malarstwa, Reimus gallery" —  Essen ( Allemagne)
- 1999 — Ostholstein Museum — Eutin ( Allemagne)
- 1999 — Galerie am Domplatz — Münster ( Allemagne)
- 1999 — National Museum in Szczecin ( Pologne)
- 1996 — Forum Ost-West — Bergisch Gladbach ( Allemagne)
- 1994 — Anders Gallery— Lünen ( Allemagne)
- 1994 — Forum Gallery — Leverkusen ( Allemagne)
- 1993 — Cztery Zywioly-Museum — Greifswald ( Allemagne)
- 1992 — Gaia Cztery Sezony — Gerlesborg ( Suède)
- 1992 — Municipal Gallery — Nakskov ( Danemark)
- 1990 — En Garde Gallery — Aarhus ( Danemark)
- 1988 — Fine Art Gallery — Trollhättan ( Suède)
- 1988 — XV Festival of Polish Contemporary Art — Szczecin ( Pologne)
- 1987 — Bridge West & East Anvers ( Belgique)
- 1985 — Nagra Malare — Vänersborg ( Suède)
- 1981 — Palacyk — Wrocław ( Pologne)

## Arts performances sélectionnés
- 2011 — La Porta 2011 — Barcelone ( Espagne)
- 2010 — My Tram — Szczecin ( Pologne)
- 2010 — Extension Series 2, Grim Museum 2 — Berlin ( Allemagne)
- 2005 — Reading White Books — Tel Aviv-Jaffa ( Israël)
- 2001 — Salz arm — Berlin ( Allemagne)
- 1998 — Sentimental trip on east — Moltkerei Werkstatt — Cologne ( Allemagne)
- 1998 — Middle ages anatomy & Gilgamesz — Enkind’s Dream — Ermelerspeicher Gallery — Schwedt ( Allemagne)
- 1993 — The Last Breath of Aborigine — Gerlesborg ( Suède)
- 1981 — Koncert na Kaprala i grzalke Teatr Otwarty "Kalambur" — Wrocław ( Pologne)
- 1980 — Public Space Action My Tram — Toruń ( Pologne)